# Provincia Vallegrande
La provincia Vallegrande es una de las 15 provincias del departamento de Santa Cruz en Bolivia, situada en el sureste del país en los valles mesotérmicos. Tiene como capital provincial la ciudad de Jesús y Montes Claros de los Caballeros de Vallegrande. La provincia Vallegrande cuenta con una superficie de 6.414 km², abarcando el 1,73 % del departamento y el 0,58 % del país, y tiene una población de 26.576 habitantes (según el Censo INE 2012).

## Historia

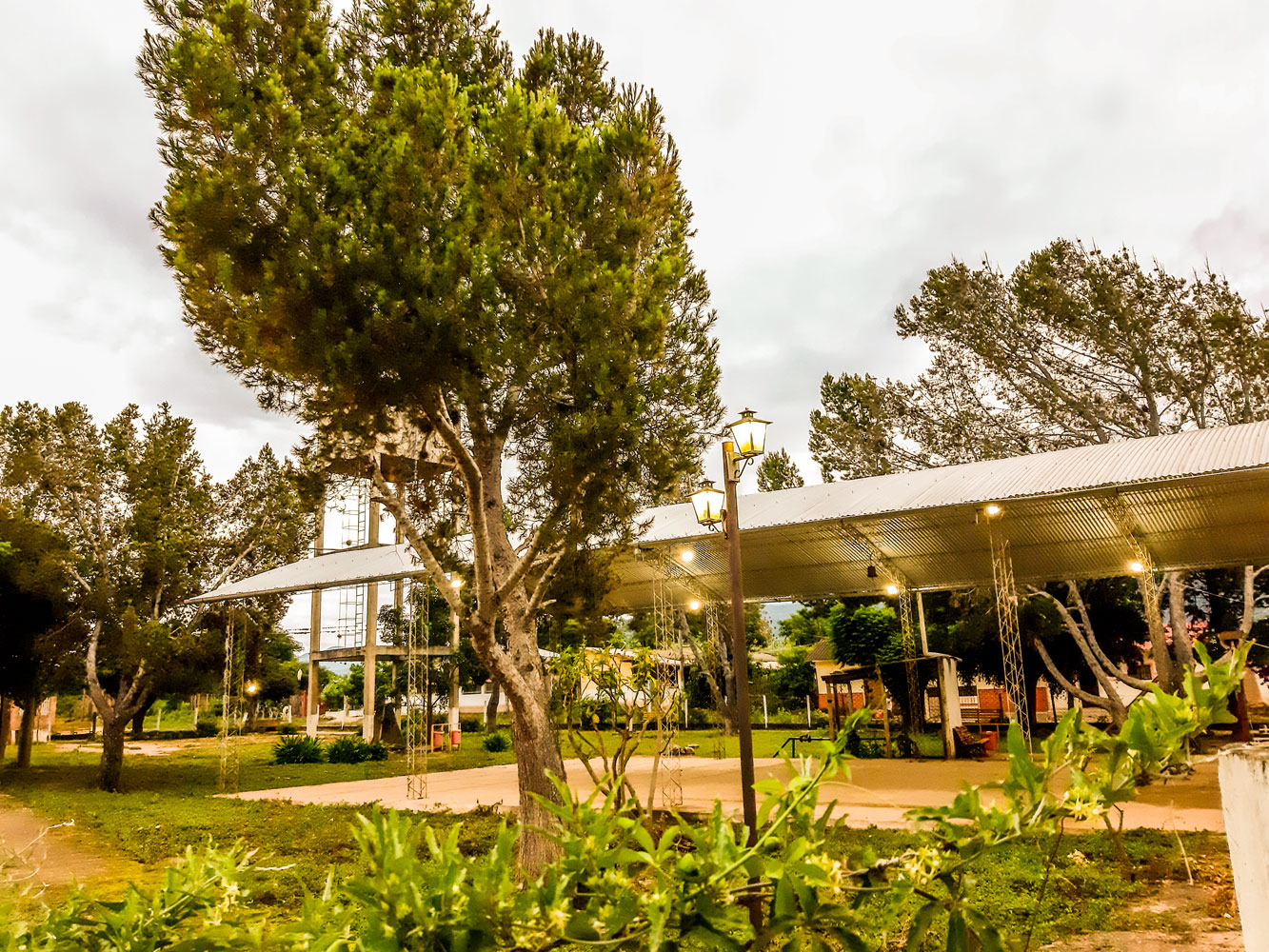
Plaza principal de Muyurina, uno de los pueblos que conforman la provincia.

La provincia fue creada por Decreto Supremo dictado por el presidente y mariscal Antonio José de Sucre, el 26 de enero de 1825. Inicialmente, las actuales provincias Florida y Manuel María Caballero formaban parte de su territorio.
La provincia de Vallegrande ha sido cuna de importantes intelectuales, como el padre Adrián Melgar y Montaño (historiador), Hernando Sanabria Fernández (escritor) o Ignacio Terán (pensador).Se caracteriza por un acervo cultural distinto al resto del país, debido a que sintetiza la identidad andina y la llanera.
La forma de hablar del vallegrandino mezcla castellano con palabras quechuas. Sus melodías típicas incluyen el uso frecuente de acordeón, charango, guitarra y trompetas. La vestimenta se asemeja más a los valles bolivianos en general que a los llanos. Por ejemplo, los varones suelen vestir camisa blanca, chaleco negro, sombrero negro y pantalones negros con sandalias de calzado.

## Geografía
La provincia de Vallegrande se encuentra en las region subandina en las estribaciones de los andes entre valles y serranías con una altura media de 2000 m s. n. m. Se ubica en la parte occidental del departamento de Santa Cruz, en el centro del país. Limita al norte con las provincias de Caballero y Florida, al oeste con los departamentos de Cochabamba y Chuquisaca, al sur con el departamento de Chuquisaca, y al este con la provincia Cordillera.

## Hidrografía
La hidrografía de la provincia la constituye el río Grande o Guapay, que recorre por el suroeste de la provincia formando una frontera natural de 140 kilómetros con el departamento de Chuquisaca y recorriendo un total de 204 kilómetros por la provincia. Otros ríos importantes son el Mizque que recorre el noroeste de la provincia formando frontera natural con el Departamento de Cochabamba con una longitud de 80 kilómetros, el río Piray Pani es el más largo dentro de la provincia ya que tiene una longitud de 93 kilómetros.
Los ríos más importantes de la provincia son:

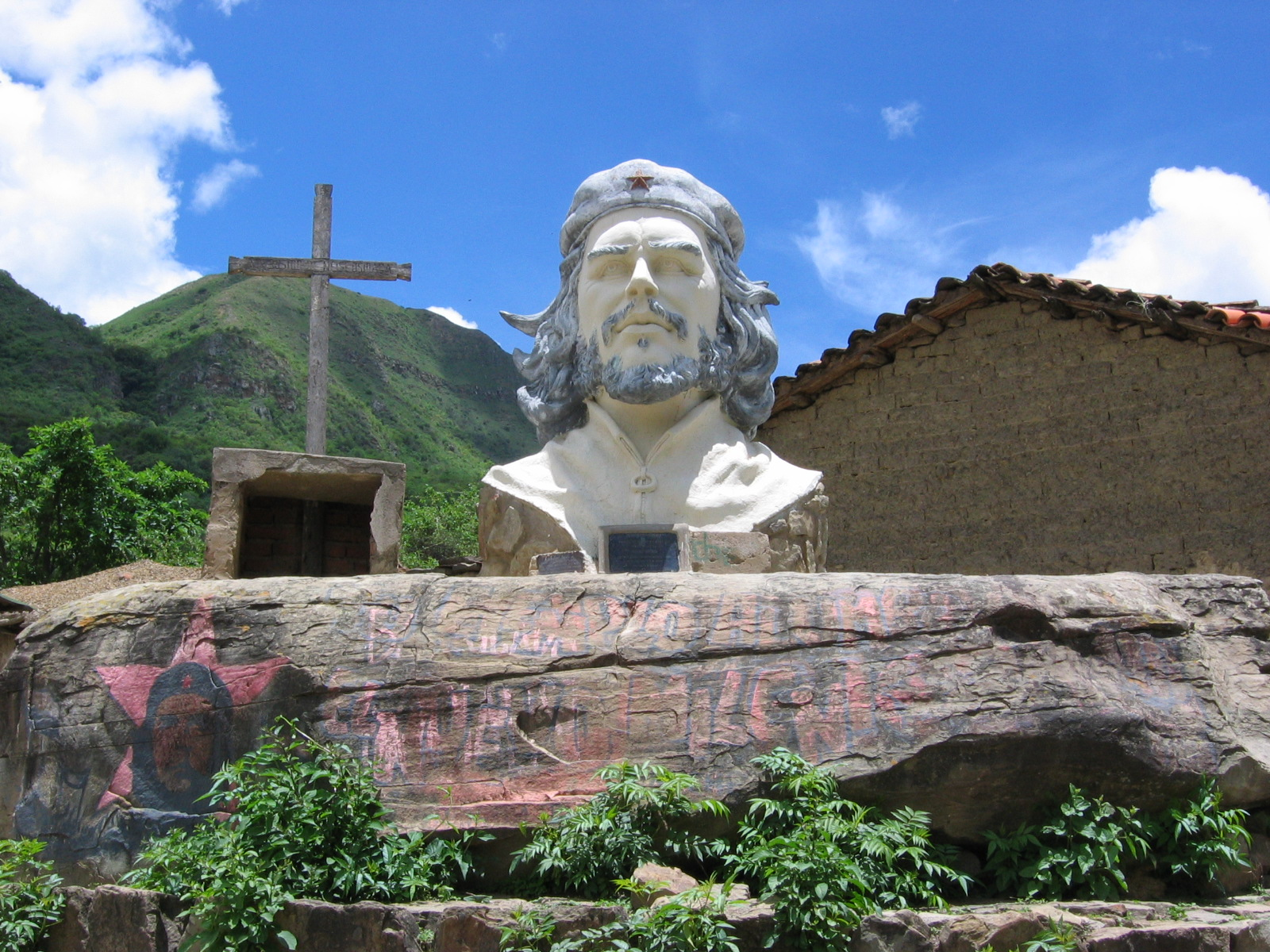
Vista de la estatua del Che Guevara en la localidad de La Higuera.

## Demografía
De acuerdo con el censo boliviano de 2024, la población de la provincia de Vallegrande es de 26 155 habitantes.
La población de la provincia se ha mantenido prácticamente sin cambios durante las últimas tres décadas:
| Año  | Habitantes | Fuente |
| ---- | ---------- | ------ |
| 1992 | 26.744     | Censo  |
| 2001 | 27.429     | Censo  |
| 2012 | 26.576     | Censo  |
| 2024 | 26.155     | Censo  |

## Economía
La economía de la provincia se basa principalmente en la agricultura, ganadería y turismo, los productos más destacados son los frutales como duraznos o melocotones, manzana, higo y uva cultivada en las zonas altas del municipio de Moro Moro. También son importantes los cultivos de trigo y cebada.
El turismo en la provincia en los últimos años está creciendo debido al descubrimiento de los restos del guerrillero Ernesto Che Guevara, que murió asesinado en esta zona el 8 de octubre de 1967.

## Bandera

Bandera de la provincia Vallegrande

Luego de realizar un concurso, mediante Ordenanza Municipal n.º 01/99 de fecha 3 de agosto de 1999, emitida por los 5 Concejos Municipales de la Provincia Vallegrande, es decir por las secciones de Vallegrande, Trigal, Moromoro, Postrervalle y Pucará, se crea la bandera de la Provincia Vallegrande, con tres franjas iguales: La superior azul, la media blanca y la inferior azul; la franja blanca con cinco estrellas dispuestas en semicírculo que representan a los 5 municipios como signo de unidad de la provincia.

## Municipios
La provincia se divide políticamente en cinco municipios que anteriormente a su vez se dividían en 30 cantones, para luego ser suprimidas con la aprobación de la nueva Constitución Política del Estado en 2009.
| Municipio    | Superficie km² | Población (2012) | Densidad (hab/km²) |
| ------------ | -------------- | ---------------- | ------------------ |
| Pucará       | 619            | 2.076            | 3,35               |
| Moro Moro    | 952            | 2.767            | 2,91               |
| Postrervalle | 1.059          | 2.390            | 2,26               |
| El Trigal    | 217            | 2.135            | 9,84               |
| Vallegrande  | 3.567          | 17.208           | 4,82               |